# Kanker (Stadt)
Balodabazar ist eine Stadt im indischen Bundesstaat Chhattisgarh.
Die Stadt ist Hauptort des Distrikts Kanker. Kanker hat den Status eines Municipal Council. Die Stadt ist in 18 Wards gegliedert. Sie hatte am Stichtag der Volkszählung 2011 27.541 Einwohner.